# هاپس
هاپس (به هلندی: Haps) یک منطقهٔ مسکونی در هلند است که در کایک (شهر) واقع شده‌است. هاپس ۱۵٫۰۸ کیلومتر مربع مساحت و ۲٬۹۴۰ نفر جمعیت دارد.